# Martijanec
Martijanec község Horvátországban, Varasd megyében. Közigazgatásilag Čičkovina, Donji Martijanec, Gornji Martijanec, Hrastovljan, Madaraševec, Poljanec, Rivalno, Sudovčina és Vrbanovec települések tartoznak hozzá.

## Fekvése
Varasdtól 17 km-re délkeletre a Varasdot-Ludbreggel összekötő út mellett fekszik.

## Története
Az itt talált régészeti leletek szerint a község története az i. e. 1. évezredig nyúlik vissza, amikor illír és kelta törzsek éltek ezen a vidéken. Ezek földműveléssel és állattenyésztéssel foglalkoztak és kereskedelmi kapcsolatokat tartottak fenn a Pannon-síkság, a Keleti-Alpok és a Balkán népeivel. Életükről mesélnek azok az impozáns kora vaskori halomsírok, melyek ma is megtalálhatók a környéken. Ilyenek találhatók Donji Martijanectúl délre, Vrbanovectől nyugatra és a Jalžabet irányába húzódó mezőn is. Utóbbi a második legnagyobb Közép-Európában. A római légiók már Augustus császár idején elérték a község területét, ahol az ebből a korból származó római pénzérmék és temetkezések kerültek elő. A kora középkorban több nép váltotta itt egymást, majd a szlávok telepedtek meg. Erődített településeik maradványai közül a község területén kettő található, egy Križovljan, egy pedig Slanje közelében. Martinjanec első ismert papját Ivan zágrábi püspök oklevelében a 13. század végén említik. Ebben a település a Dráva melletti birtokként szerepel, ma a Dráva 3 km-re van innét. A község területe a középkorban két plébániához tartozott. Martijanec templomát és plébániáját 1259-ben említik először, a másik plébánia központja Slanje volt, melyet Ivan zágrábi főesperes 1334-ben említ először. Itt már 1253-ból van adatunk egy megerősített vár létezéséről. Križovljan a középkorban a johannita keresztes lovagok birtoka volt és 1501-ben említik Szűz Máriáról nevezett plébániáját is, de a slanjei plébánia többé nem szerepel az írásokban.
A török portyázók a 15. század végén jelennek meg ezen a vidéken, de még nagyobb lett a török veszély a vesztes mohácsi csata után. 1527-ben a török Varasdot és Ptujt támadta. Frangepán Kristóf horvát bán Varasd ostrománál súlyos sebet kapott. Ezt követően kísérete Martijanec kastélyába hozta és itt halt meg 1527. szeptember 27-én. 1532-ben II. Szulejmán szultán Bécs ellen vezetett hadjáratot, serege azonban csak Kőszegig jutott. A község területén ekkor mintegy kétszázezer török haladt át, akik minden útjukba eső falut felégettek. A legrosszabbul Križovljan járt, melynek ekkor szűnt meg az önálló plébániája és Martijanevhez csatolták. A 17. században az itteni birtokos a Mikulich család volt, melynek legnevesebb tagja báró Mikulich Sándor Ignác (Aleksander Ignacije Mikulić) 1688 és 1694 között zágrábi püspök volt. A család a tudomány és a kultúra nagy pártolója volt, ők alapították a martijaneci egyházi iskolát is. A 18. század első felében a Mikulichok a Gotal családdal kerültek rokonságba, a Gotalokat ezután többször Gotal-Mikolichoknak is nevezik. 1746-ban Martijanec Hrastovljannal együtt a Patacsich család birtoka lett, így a család a slanjei birtokokkal együtt a Drávamente egyik legnagyobb birtokosa lett. Patacsich Lajos gróf Martijanecen új plébániatemplom felépítését határozta el. Az építés 1766-ban indult, azonban a gróf még ebben az évben meghalt és végül fia, János folytatta a templomot, melyet 1775-ben szenteltek fel. Ekkor már János gróf sem élt, így a templom kegyura özvegye Patacsich Eleonóra grófnő lett. A pompázatos barokk épület, melyet a Ranger-iskola stílusában festettek ki ma is a község plébániatemploma. Orgonája 1796-ban Mariborban Josip Otonič műhelyében készült. A templommal együtt épült fel a plébánia barokk épülete is, mely azóta több kisebb átalakításon ment át.
A Patacsich család egy földszintes nemesi kúriát is épített ide, melyet nagy park övezett. A kúria nem volt nagy luxussal berendezve, mivel a családnak már volt Varasdon is egy gazdagon berendezett palotája. Bertalan gróf, aki Kuntarić plébános nagy barátja volt Hrastovljanban is új kő tornyot építtetett a kápolnának a lebontott régi fatorony helyére. A nyolcszögletű torony egy dzsámi minaretjéhez hasonlít, ezzel kitűnik a Drávamente többi barokk templomtornya közül. Sok helyi paraszt kapott földet a gróftól, aki alapítványt is tett jobbágyainak megsegítésére. A legnagyobb ajándékot azonban a Zágrábi Akadémia kapta, azzal hogy neki adományozta a család gazdag könyvtárát. A grófnak nem született gyermeke, 1817-ben halt meg Martijanecen. Patacsich Bertalan gróf halálát követően a kastélyba Vrbanovec ura báró Rauch Pál tábornok költözött, aki rokonságban állt a Patacsichokkal. A kastélyt Rauch György bővíttette, mely ekkor nyerte el mai alakját. A kastély körüli park is megújult új egzotikus fák és növények beültetésével. Ebben az időben Martijanec a minta birtokok közé tartozott. Utolsó birtokosa Pál báró lánya Rauch Erzsébet és férje Vuk Vučetić Brinjski voltak. 1919-ben a martijaneci birtok nagy része az agrárreform rendelkezése alá esett, a kastély elnevzése és funkciója is többször változott. 1945-ben állami tulajdonba került, minőségi vetőmagokat előállító üzem, azután 1963 és 1968 között mezőgazdasági oktatási központ, majd 1969 és 1977 között a mezőgazdasági alkalmazott tudományok központja működött itt. 1977-től a ludbregi PIK mezőgazdasági üzemé volt. A kastély és a gazdasági épületek felújítás hiányában pusztulásnak indultak, a parkban a növényzet elburjánzott, az egykor gyönyörű tó elmocsarasodott. A végső pusztulás jelei egyre jobban mutatkoztak. Végül 1996-ban a kastélyt és az épületeket a Šmrček család vásárolta meg, akik nagy összegeket fektettek a felújításba.
2001-ben a községnek 4327 lakosa volt.

## Nevezetességei
- A Patacsich-Rauch kastély a 18. században épült, a 19. században klasszicista stílusban bővítették. Kiterjedt, halastóval is ékesített park övezi.
- Szent Márton püspök tiszteletére szentelt római katolikus plébániatemploma[2] 1766 és 1775 között épült késő barokk stílusban. Oltárai, szószéke, orgonája és szentély faliképei szintén késő barokk stílusúak.
- A martijaneci plébánia késő barokk épülete a 18. században épült.
- A hrastovljani Szent Benedek-kápolna a 18. században épült.
- A križovljani Szent Kereszt-kápolna,[3] eredetileg gótikus, később barokk stílusban átépítve. A falu központjában, a Varasd-Ludbreg út északi oldalán, egy dombon építették. Nyugat-keleti tájolású, egyhajós épület. A templom legrégebbi része a 13. századból származó hajója, amelyhez a 16. század elején sokszögű szentély és sekrestye épült. A homlokzaton fennmaradt a 13. századi kőportál, amely fölött hét fejet ábrázoló dombormű látható.
- A slanjei Nagyboldogasszony-kápolna 1875-ben épült.
- A čičkovinai Jézus Szíve-kápolna.
- A mai Martijanec központjában, a Rauch-Patačić kastéllyal szemben, a Ludbreget és Varaždint összekötő főút mentén északra található a Gradišće régészeti lelőhely. Itt egy középkori vár maradványa található négyzet alakú alaprajzzal, amelyet magas földsáncok és várárok védtek. Területe teljesen feltáratlan. A megrongálódott keleti profilban kisebb-nagyobb tüzhelyek, esetleg egész kemencék is láthatók. A felszínen talált kerámiák nagy része középkori, de szórványosan találhatók késő bronzkori kerámiák is.[4]